# Teatro Principessa Grace
Il Teatro Principessa Grace (in francese Théâtre Princesse Grace) è il teatro principale del Principato di Monaco.

## Storia
La costruzione del teatro incominciò sotto gli auspici della Société des Bains de Mer nel 1930 per edificare un teatro e un cinema nel Principato di Monaco. I lavori furono affidati all'architetto Bosio. Il 4 febbraio 1931 fu inaugurato il cinema alla presenza del principe Luigi II e consorte. Nel 1932 fu inaugurato e nel 1983 il teatro fu intitolato alla memoria della principessa Grace Kelly.